# 陶纳 (北达科他州)
陶纳（英語：Towner），是美国北达科他州下属的一座城市。根据2010年美国人口普查，该市有人口533人。2011年估计该市有人口544人，相对于2010年，增长率为2.06%。